# Olleh TV
Olleh TV (trước đây là MegaTV) là dịch vụ truyền hình giao thức Internet (IPTV) với độ phân giải cao HD được cung cấp bởi công ty mạng viễn thông KT của Hàn Quốc. Nó phát sóng truyền hình theo yêu cầu (VOD) bao gồm chương trình truyền hình, phim truyện, chương trình thiếu nhi, thể thao, tài liệu và hoạt hình.

## Olleh TV cho PlayStation 3
Từ 20 tháng 11 năm 2007, sau sự hợp tác giữa KT và Sony Computer Entertainment, Olleh TV chính thức có sẵn trên PlayStation 3 của Hàn Quốc. Khi cập nhật phần mềm phiên bản 2.10 của PlayStation 3, trên hệ thống sẽ xuất hiện một icon mới, được gọi là "TV", xuất hiện trên XMB. Người dùng yêu cầu xác nhận điều khoản của dịch vụ sau đó tải gói Olleh TV player.
Olleh TV còn cung cấp chương trình truyền hình vào Tây Ban Nha. Olleh TV đã ký thỏa thuận với HDTV Inc. mang ba thị trường vào truyền hình tiếng Tây Ban Nha. Theo Pr Newswire cho biết, "Thị trường này bao gồm Tampa, Florida, Charleston, Nam Carolina, và Palm Springs, California." Việc ký kết hợp đồng này đã thu hút được nhiều người xem Tây Ban Nha. "Olleh TV sẵn sàng phục vụ tám thị trường đạt được 3.5 triệu người xem." "Có nhiều chương trình gốc Tây Ban Nha dự kiến phát trên các chi nhánh. Chương trình phổ biến gồm ‘Papparazzi TV Sensacional,’ ‘Maria Elvira Live!’ ‘Esta Noche Tu Night’ với Alexis Valdes và ‘Los Implicados,’ và một số khác. "Olleh TV chắc chắn sẽ tạo nên một cơn sốt trong cộng đồng Tây Ban Nha vì họ đã cam kết cung cấp các chương trình phục vụ cho cộng đồng và văn hóa Tây Ban Nha.

## Liên kết
- Official page